# Rally de Tierra de Lugo
El Rally de Tierra de Lugo fue una prueba de rally organizada por el RACE en la provincia de Lugo que fue cita puntuable para el Campeonato de España de Rally de Tierra en varias ocasiones. Se disputó por primera vez en 1983 y recibió otros nombres como Rally RACE Lugo o Rally de Lugo de Tierra.

## Palmarés
| Año  | Nombre                             | Piloto             | Copiloto          | Automóvil                  |
| ---- | ---------------------------------- | ------------------ | ----------------- | -------------------------- |
| 1984 | Rally RACE de Lugo                 | Guillermo Barreras | L. Barreras       | Renault 5 Turbo            |
| 1985 | Rally RACE de Lugo                 | Guillermo Barreras | L. Barreras       | Renault 5 Turbo            |
| 1986 | Rally RACE de Lugo                 | Juan Carlos Oñoro  | Juanjo Lacalle    | Opel Manta 400             |
| 1987 | Rally RACE de Lugo                 | Juan Carlos Oñoro  | José López Orozco | Lancia Delta S4            |
| 1989 | 4.º Rally Ciudad de Lugo de Tierra | Gustavo Trelles    | Arturo Fernández  | Lancia Delta S4            |
| 1990 | 5.º Rally de Lugo                  | Gustavo Trelles    | Puente            | Lancia Delta S4            |
| 1991 | 6.º Rally de Tierra de Lugo        | Gustavo Trelles    | Ricardo Ivetich   | Lancia Delta Integrale 16V |
| 1992 | 7.º Rally de Tierra de Lugo 1      | Guillermo Barreras | Ramón Mínguez     | Citroën AX 4x4 Proto Turbo |
| 1992 | 8.º Rally de Tierra de Lugo 2      | Gustavo Trelles    | Alex Romaní       | Lancia Delta HF Integrale  |
| 1993 | 9.º Rally de Lugo de Tierra 1      | Enric Burrull      | Miquel Martín     | Citroën AX 4x4 Proto Turbo |
| 1993 | 10.º Rally de Lugo de Tierra 2     | Enric Burrull      | Miquel Martín     | Citroën AX 4x4 Proto Turbo |